# Laguna Verde (Bolivie)
Pour les articles homonymes, voir Laguna Verde.
La laguna Verde est un lac salé de Bolivie situé au sein de la réserve nationale de faune andine Eduardo Avaroa, dans la province de Sud Lípez, département de Potosí.

## Géographie

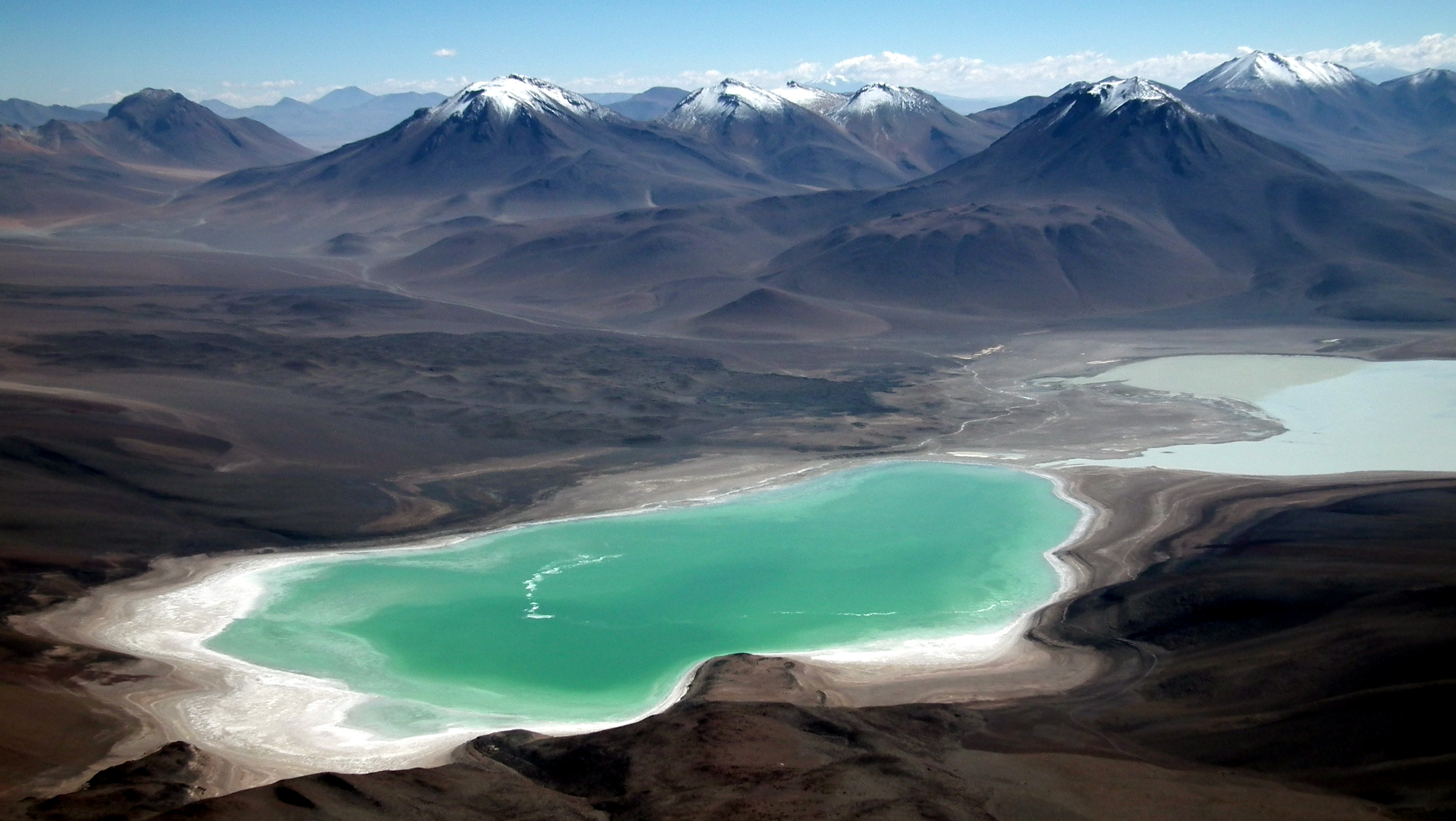
La laguna Verde depuis le Licancabur.

Ce lac est dominé par la haute silhouette du volcan Licancabur, un stratovolcan andin, situé à la frontière entre la Bolivie et le Chili.
Il est situé à une altitude (fluctuante) d'environ 4 325 m, et possède une superficie de 7,5 km2 et une profondeur maximale de 5,5 m.
La couleur verte de l'eau de la laguna Verde provient d'une forte concentration de cuivre dans ses sédiments. Son eau contient également d'autres minéraux tels que du magnésium et de l'arsenic. Le fond du lac est tapissé de stromatolites de couleur blanche. Cette couleur du lac varie d'un chatoyant bleu turquoise à un vert émeraude, en fonction des  perturbations causées par les vents sur les sédiments du lac.
La laguna Verde est séparée par une mince bande de terre de la laguna Blanca à l'est, et un petit cours d'eau permet à la laguna Blanca de s'écouler dans la laguna Verde. Les deux lacs ont été formés il y a environ 13 000 ans, mais ne formaient qu'un seul grand lac durant la dernière période glaciaire. Ils se trouvent à l'extrémité sud-ouest de la réserve Réserve nationale de faune andine Eduardo Avaroa et de la Bolivie elle-même.

### Climat
La Laguna Verde est gelée en hiver et, malgré des conditions très hostiles (radiation UV intense, faible pression atmosphérique, température négative), il abrite une faune planctonique extrêmophile, notamment des diatomées. Cet environnement est sans doute très proche de celui qui régnait sur Mars, lorsque l'eau était présente sur la surface de la planète, d'où l'intérêt porté à ce lac par la communauté scientifique.
Les vents glacés y sont un phénomène courant et les eaux des lacs peuvent atteindre des températures allant jusqu'à −56 °C, mais en raison de leur composition chimique, elles restent encore à l'état liquide. Le lac se situe à une distance de 30 km du Cerro Polques, où l'eau est à 30 °C,.

## Enjeux internationaux
Depuis le 13 juillet 2009, la Lagune Verde est intégrée dans la convention Ramsar sous le nom de Los Lípez. Une zone de 1 427 717 ha qui comprend  un complexe andin de hautes salines endorhéiques, des lacs hypersalins et saumâtres, et de zones humides géothermiques.
Cette convention en France est suivie par le ministère chargé de l'environnement et une association, Ramsar France, s'attache à créer un lien entre les sites Ramsar français, le ministère de l’Écologie et le secrétariat de la convention de Ramsar, à promouvoir le label Ramsar et à jouer la complémentarité et la solidarité entre les zones humides françaises.

## Tourisme
- La zone des geysers, dont celui du Sol de Mañana
- La réserve nationale de faune andine Eduardo Avaroa
- La Laguna Blanca et la Laguna Colorada des lacs salés également situés au sein de la réserve nationale de faune andine Eduardo Avaroa

## Galerie

Laguna Verde.
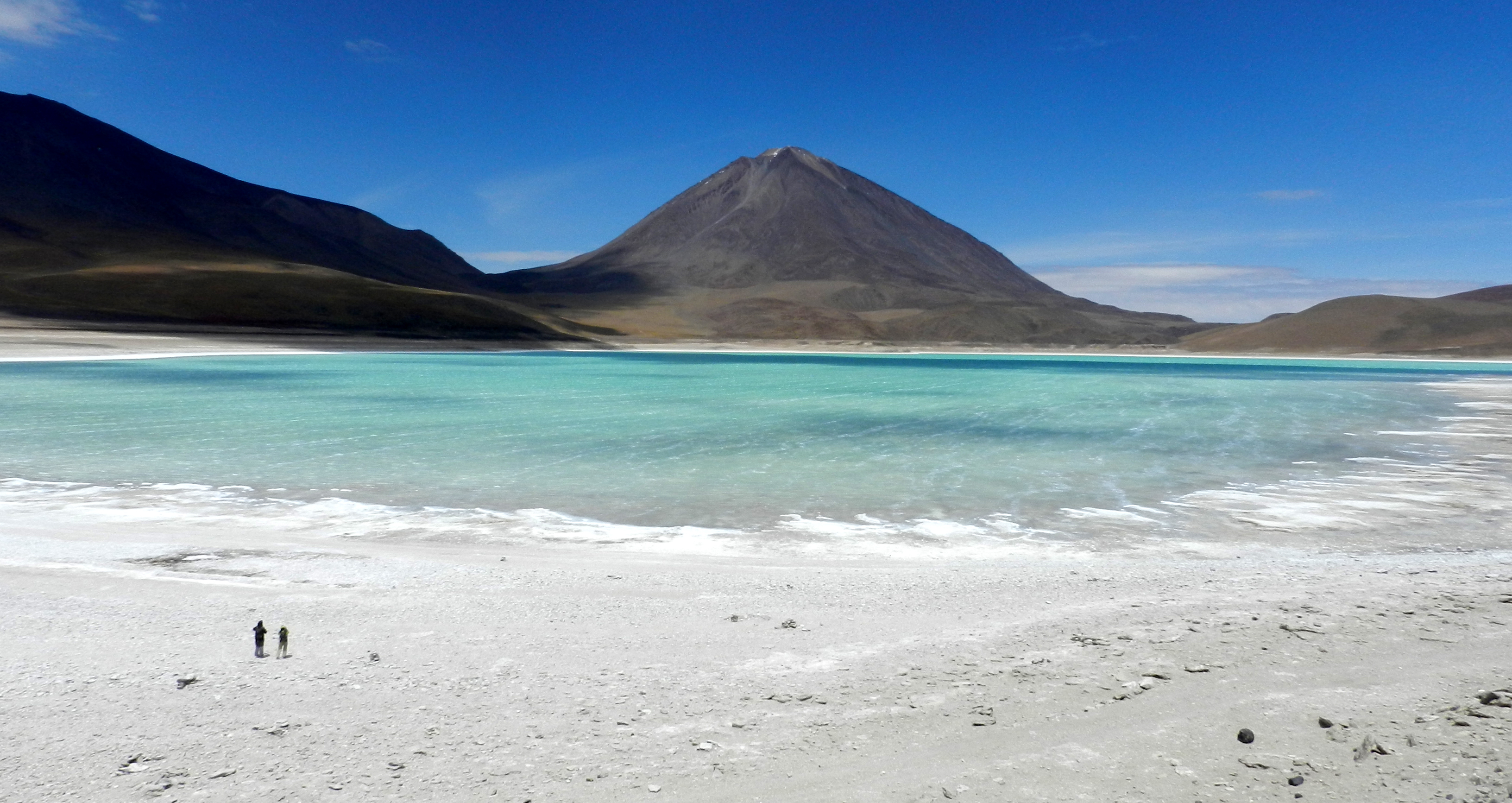
Laguna Verde.
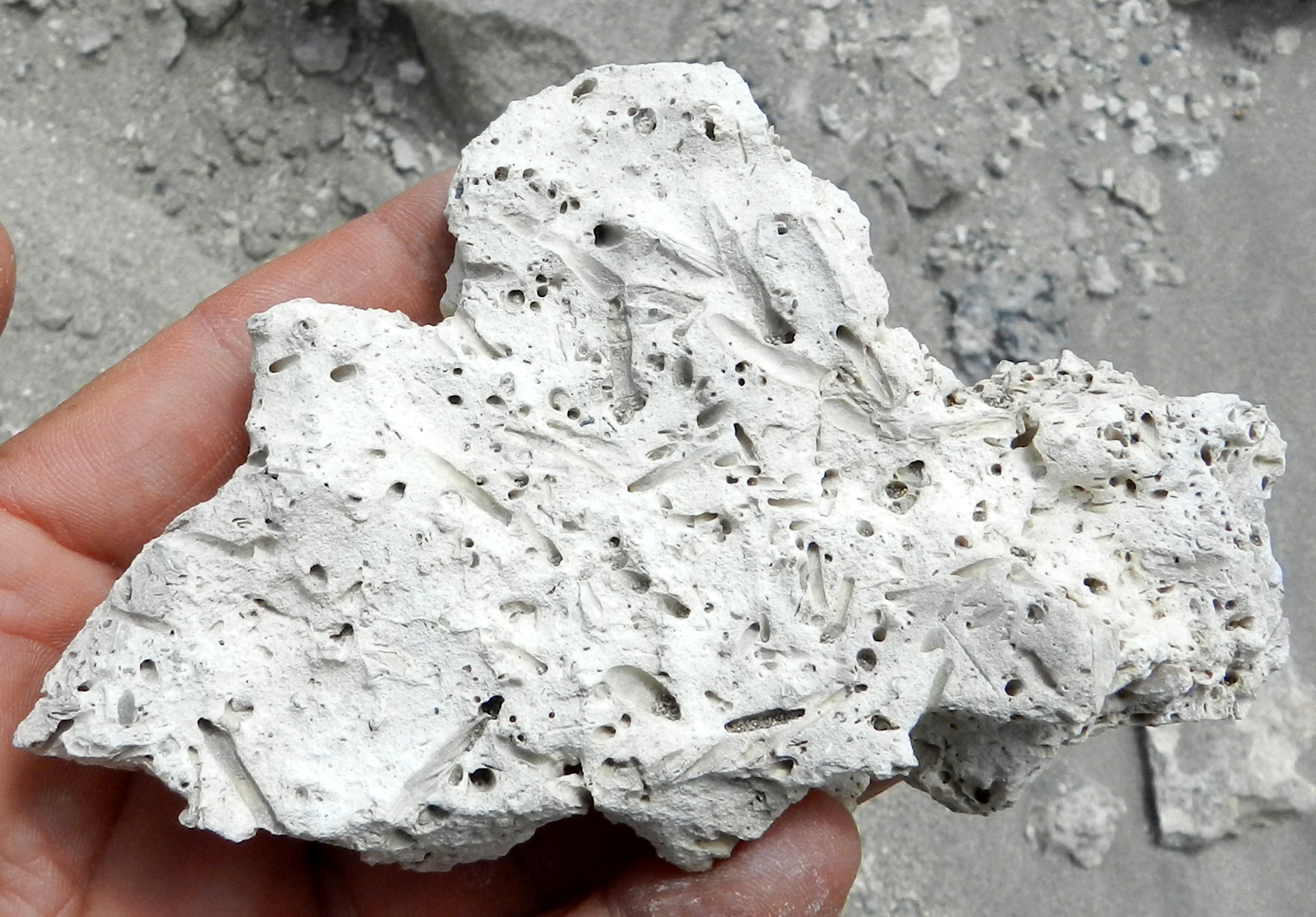
Stromatolithes de la laguna Verde